# Peucedanum hakuunense
Peucedanum hakuunense är en flockblommig växtart som beskrevs av Takenoshin Nakai. Peucedanum hakuunense ingår i släktet siljor, och familjen flockblommiga växter. Inga underarter finns listade i Catalogue of Life.